# Mourchidate
Une mourchidate est une personnalité religieuse féminine de l'islam au Maghreb. 

## Description
Les mourchidates ont le même rôle qu'un imam, hormis celui de la prière, réservé aux hommes.
Leur but est de contrer la radicalisation religieuse. Elles interviennent dans des mosquées, des prisons, des maisons de jeunes, des hôpitaux ou encore des établissements scolaires. Elles présentent un islam tolérant et s'emploient à déconstruire les ambiguïtés favorisant les dérives extrémistes. Leur rôle est d'abord préventif mais elles interviennent aussi dans des cas plus graves ; elles réorientent aussi leurs interlocuteurs vers d'autres autorités lorsque les problèmes qu'on leur soumet ne relèvent pas du domaine religieux.
En Algérie, leur instauration voit le jour après la guerre civile des années 1990 entre islamistes et autorités politiques, qui a causé au moins 200 000 morts. La première mourchidate est recrutée en 1993. Les mourchidates sont nommées par le ministère des Affaires religieuses et doivent posséder au moins une licence en sciences islamiques, tout comme connaître parfaitement le Coran.
Au départ, elles sont seulement sollicitées par des femmes au foyer. Pouvoir se confier à une femme est une chose saluée par celles qui les sollicitent. Au fil du temps, des diplômées (médecins, ingénieures, universitaires) se mettent aussi à les rencontrer afin d'approfondir leur connaissance de la religion. Des mères viennent également leur demander conseil quand leur enfant est sujet à un endoctrinement religieux.
En France, comme les imams, des mourchidates algériennes sont détachées auprès de la grande mosquée de Paris. Ils et elles ont vocation à encadrer la diaspora algérienne et musulmane au niveau des mosquées françaises.
Au Maroc, lui aussi ébranlé par des attentats islamistes meurtriers (Casablanca en 2003, Marrakech en 2011), l'Institut Mohammed-VI de Rabat forme futurs imams et mourchidates. En 2006, 50 mourchidates sont nommées.